# Al-Araqib
 (avril 2025).
La mise en forme du texte ne suit pas les recommandations de Wikipédia : il faut le « wikifier ».
Les points d'amélioration suivants sont les cas les plus fréquents. Le détail des points à revoir est peut-être précisé sur la page de discussion.
- Les titres sont pré-formatés par le logiciel. Ils ne sont ni en capitales, ni en gras.
- Le texte ne doit pas être écrit en capitales (les noms de famille non plus), ni en gras, ni en italique, ni en « petit »…
- Le gras n'est utilisé que pour surligner le titre de l'article dans l'introduction, une seule fois.
- L'italique est rarement utilisé : mots en langue étrangère, titres d'œuvres, noms de bateaux, etc.
- Les citations ne sont pas en italique mais en corps de texte normal. Elles sont entourées par des guillemets français : « et ».
- Les listes à puces sont à éviter, des paragraphes rédigés étant largement préférés. Les tableaux sont à réserver à la présentation de données structurées (résultats, etc.).
- Les appels de note de bas de page (petits chiffres en exposant, introduits par l'outil «  Source ») sont à placer entre la fin de phrase et le point final[comme ça].
- Les liens internes (vers d'autres articles de Wikipédia) sont à choisir avec parcimonie. Créez des liens vers des articles approfondissant le sujet. Les termes génériques sans rapport avec le sujet sont à éviter, ainsi que les répétitions de liens vers un même terme.
- Les liens externes sont à placer uniquement dans une section « Liens externes », à la fin de l'article. Ces liens sont à choisir avec parcimonie suivant les règles définies. Si un lien sert de source à l'article, son insertion dans le texte est à faire par les notes de bas de page.
- La présentation des références doit suivre les conventions bibliographiques. Il est recommandé d'utiliser les modèles {{Ouvrage}}, {{Chapitre}}, {{Article}}, {{Lien web}} et/ou {{Bibliographie}}. Le mode d'édition visuel peut mettre en forme automatiquement les références.
- Insérer une infobox (cadre d'informations à droite) n'est pas obligatoire pour parachever la mise en page.

Pour une aide détaillée, merci de consulter Aide:Wikification.
Si vous pensez que ces points ont été résolus, vous pouvez retirer ce bandeau et améliorer la mise en forme d'un autre article.
Al-Araqib (en arabe : قرية العراقيب en hébreu : אל-עראקיב) est un village de Bédouins dans le Sud d’Israël, que l’État hébreu a fait démolir plus de 200 fois et qui est sans cesse reconstruit par ses habitants.
C’est un des 45 villages bédouins fantômes (en), non-reconnus par l’État d’Israël. Il est peuplé par des Arabes des tribus bédouines des Al-Turi et Al-Uqbi, et se situe à environ 8 km au nord de Beersheba. Le village comptait au début des années 2000 environ 300 habitants,.
Son nom signifie "douces collines" en arabe.
En avril 2025, le village a été démoli pour la 238e fois par Israël et reconstruit autant de fois par ses habitants. La lutte des Bédouins est soutenue par les ONG Forum pour la coexistence au Neguev et l’égalité civile, le conseil régional pour les villages non-reconnus et Adalah, ainsi que plusieurs partis politiques.

## Histoire
Le cimetière At-Turi des Bédouins d’Al-Araqib date de 1914. Après la guerre israélo-arabe de 1948-1949, Israël commence à déplacer les Bédouins du désert du Néguev, ayant expulsé plus de 90 % des approximativement 100 000 Bédouins qui vivaient dans le Nord du Néguev. Selon Eyal Weizman, plusieurs méthodes ont été employées, du mitraillage aux massacres, en passant par les incendies des campements. Les Bédouins se sont réfugiés dans la bande de Gaza et en Cisjordanie. Les survivants ont été déplacés dans la réserve de Siyāj (ou Siyag, ce qui signifie "Clôture") située dans une zone plus salinisée. Selon l’encyclopédie de la question palestinienne, ces familles auraient vécu ici jusqu’en 1948, au moment de la mise en place de la politique israélienne d’expulsion des populations arabes d’Israël. En 1951, l’armée israélienne demande aux Bédouins de quitter la zone pendant six mois, le temps de grandes manœuvres, puis leur dénie le droit au retour. Leurs terres sont ensuite confisquées légalement en 1953 ou 1954 par l’application de la loi sur la propriété des absents et sous prétexte de mesures de sécurité, de développement et afin de développer la colonisation. Le schéma directeur pour le développement du Néguev ignore les 40 villages bédouins, leurs terres sont déclarées « zone agricole non-résidentielle », ce qui rend les constructions illégales (sauf si elles sont le fait de colons israéliens). Ces terres sont plantées de forêts par le fonds national juif. La loi martiale appliquée aux Palestiniens est levée en 1966. La famille al-Turi est majoritairement réinstallée près de Rahat, et la famille al-Uqbi à Hura. Leurs descendants commencent à revendiquer leurs terres à partir des années 1970, les al-Uqbi pour 1251 dunams à Al-Araqib et Zhiliqa (revendications portées par le cheikh Suleyman al-Uqbi), et les al-Turi pour 1600 dunams. Ces revendications sont gelées depuis,, ce qui n’empêche pas une cinquantaine de familles de s’installer à Al-Araqib en 1998.
Les Bédouins venant d’Al-Araqib, les al-Tūris et les al-‘Uqbis, ont continué à fréquenter leurs terres ancestrales. Le village est situé précisément sur l’isohyète des 200 mm établi par les météorologues israéliens qui sert de base au schéma directeur défini par Wladimir Köppen pour différencier les zones cultivables et le désert. Deux archives ont été établies pour défendre les droits des Bédouins à leur terre, l’une par Nūri al-‘Uqbi, l’autre par le géographe israélien Oren Yiftachel. Les tribunaux israéliens ont rejeté les procédures engagées en vue de revendiquer ces terres, refusant, selon Weizman, de reconnaître la propriété des Bédouins au sud de cette ligne des 200 mm, qui est réservée aux kibboutz et aux moshavim. En 2012, un tribunal israélien a rejeté la demande faite par les al-'Uqbis sur leur terre, basée sur la culture continue de ces terres et reconnue par l’État.
Le fonds national juif inclut Al-Araqib dans un projet de reforestation du désert du Néguev appelé Ambassadors' Forest, en l’honneur de l’aide apportée à Israël par le corps diplomatique mondial. Ce plan est refusé par des Bédouins vivant à Rahat et dans les villages proches. En juillet 2010 le village est démoli avec le concours de 1300 policiers, mettant en œuvre une décision de l’Israel Land Administration. Des projets d’autoroute (autoroute Yitzhak Rabin), centres commerciaux, nouvelles implantations d’administration, et d’établissement de 500 000 colons sont aussi évoqués, dans le cadre du plan Blueprint Negev.
Étant un des villages bédouins non-reconnus par Israël, Al-Araqib n’a jamais bénéficié des services publics tels que routes, réseaux électrique, d’eau potable ou d’assainissement,. Il est également interdit d’accès aux ambulances et ne figure pas sur les cartes israéliennes
En 2011, James Anaya, rapporteur spécial des Nations unies pour le droit des peuples indigènes, soumet un rapport au comité des droits de l'homme des Nations unies. Israël rejette le caractère indigène des Bédouins, nie l’ancienneté de leur présence et affirme que Al-Araqib est squatté.
Après une procédure de six ans, le tribunal de district de Beersheba rejette, le 15 mars 2012, six demandes de la famille Al-Uqbi, qui revendiquait la propriété privée des terres d’Al-Araqib. Ce jugement fait jurisprudence. Se basant sur les avis des experts et les preuves présentées, le juge considère que ces terres appartiennent à l‘État. Cette décision est refusée par les Bédouins, qui reviennent toujours à l’emplacement du village reconstruire leurs maisons systématiquement rasées par Israël,. Aziz al-Touri, représentant du village, demande pourquoi les juifs sont autorisés à s’établir dans le Néguev et à y vivre des kibboutz, des moshavim ou des fermes isolées alors que ce droit est refusé aux Bédouins qui désirent vivre dans leurs propres villages. Selon l’interviewer, l’exode des Palestiniens de 1948 ne s’est jamais arrêté.

## Propriété des terres

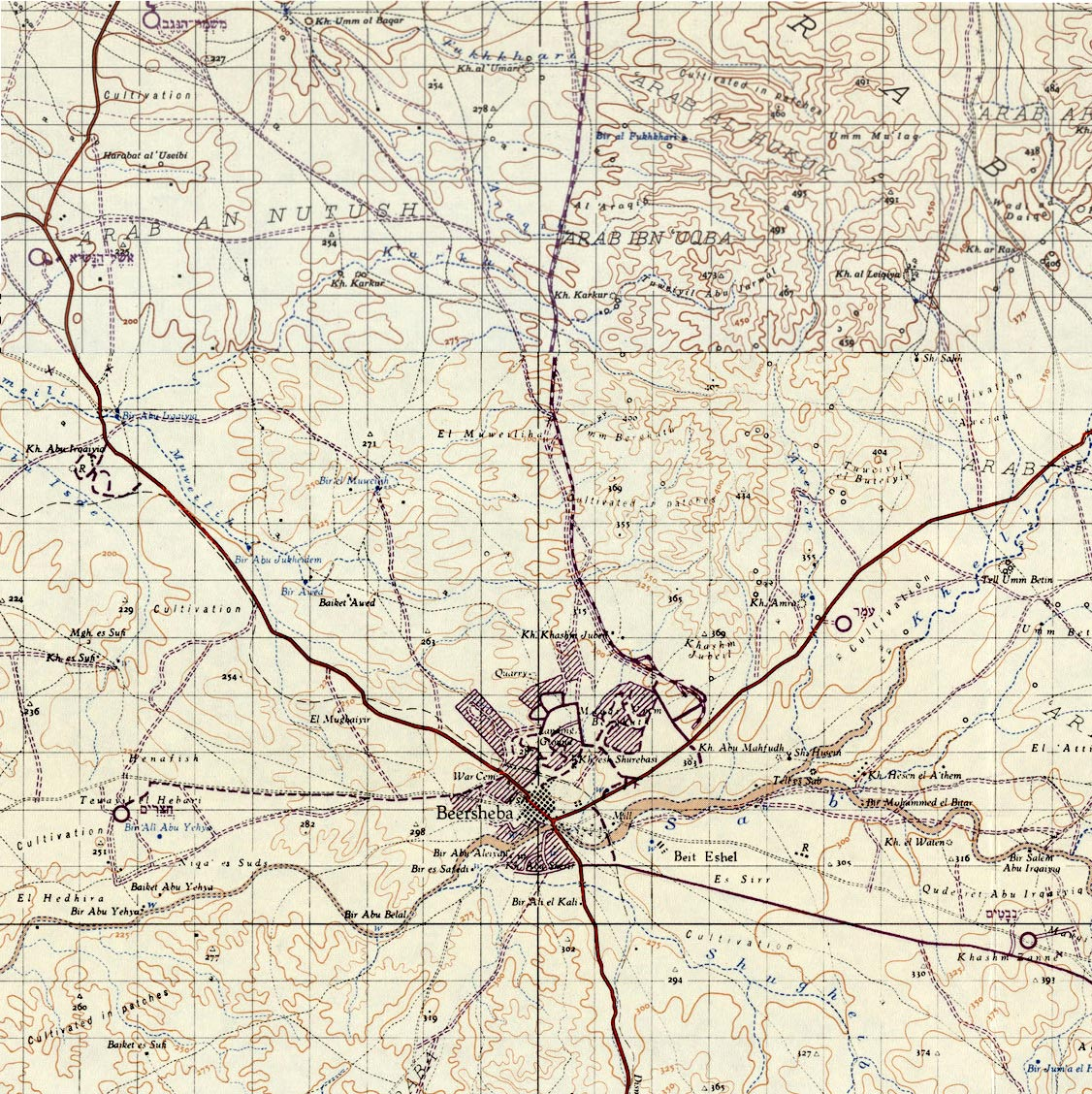
Carte de la région de Beersheba dans les années 1940, où est figurée l’implantation d’al-Araqib à 9 km au nord de la ville.

Les familles bédouines d’Al-Araqib affirment qu’ils possèdent 4600 acres de désert pour lesquels ils payaient les impôts fonciers à l’empire ottoman puis aux autorités britanniques de la Palestine mandataire. Les leaders de la communauté affirment qu’ils ont été obligés par l’armée israélienne à s’établir le long de la frontière de Cisjordanie en 1951, et qu’ils ont été chassés à chaque fois qu’ils ont essayé de revenir. Après la fondation d’Israël, les Bédouins étaient confinés dans des zones militaires fermées, et ne pouvaient pas en sortir sans permis.
Les représentants d’Israël affirment que la propriété des terres est revenue à l‘État au début des années 1950 car elles étaient abandonnées, 
et que leurs habitants n’ont pas été en mesure de présenter des titres de propriété. Ils considèrent les Bédouins comme des squateurs refusant de payer des impôts ; les terres cultivées ne leur appartenant pas et qu’ils élèvent du bétail sans autorisation. Les autorités affirment qu’il n'y a jamais eu d’installation permanente de Bédouins dans la zone, et que l’empire ottoman a autorisé le pâturage du bétail des Bédouins sans leur donner la propriété des terres de parcours.
Selon l’Israel Land Administration (ILA), les Bédouins ont commencé à s’établir illégalement en 1998, et plusieurs douzaines de familles ont construit leurs foyers en 1999 quand le gouvernement a voulu s’emparer des terres. L’ILA a proposé de louer les terres aux Bédouins pour 2 NIS par dunam, mais les habitants ont refusé et « continuer de s’infiltrer sur les terres année après année »,. En 2000, un tribunal israélien interdit aux Bédouins de pénétrer dans la zone. Arrêt qui n’est pas respecté, les Bédouins continuant de se déplacer dans la zone et d’y planter des arbres. En 2003, l’ILA obtient une ordonnance du tribunal visant à expulser les résidents, le cas allant jusque devant la cour suprême d'Israël.
Des dizaines de milliers de bâtiments ont été construits dans les communautés de Bédouins, et de nouvelles sont construites plus rapidement que le gouvernement ne peut les détruire. Elles sont illégales, l’État n’ayant jamais délivré de permis de construire pour  les villages bédouins fantômes.
En juillet 2011, l’État entame des poursuites réclamant 1,8 million de shekels aux familles Abou Mediam et Abou Jabber, accusées d’empiètement sur les terres de l‘État.

## Opérations de destruction et d’expulsions

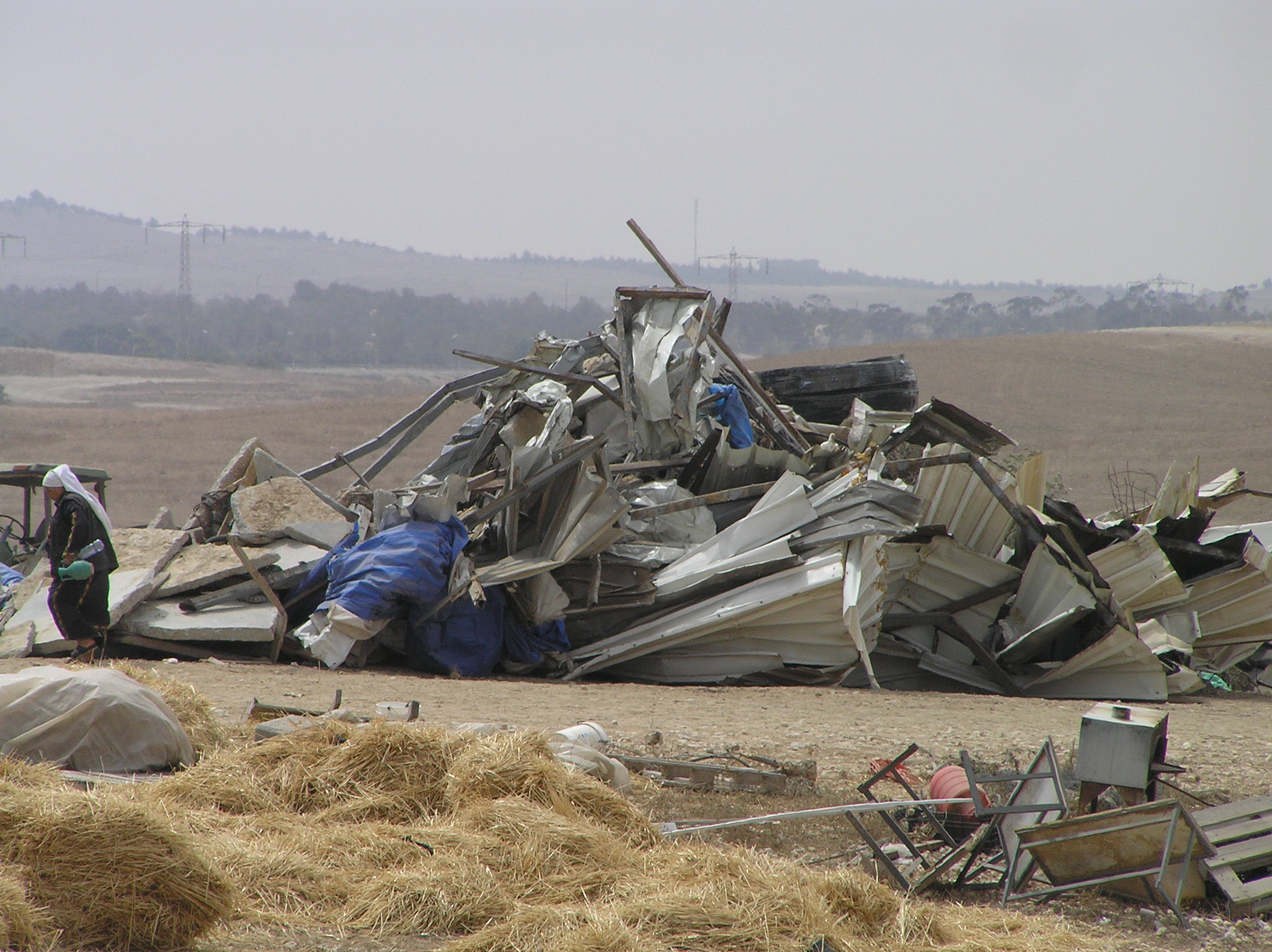
Maison démolie à Al-Araqib.

En 2003 et 2004, l’ILA use d’herbicides pour détruire les récoltes de blé des Bédouins,,, alors qu’un habitant parle d’épandages empoisonnant les champs à la fin des années 1990. Cette pratique est déclarée hors-la-loi en 2007 après que le centre d’aide juridique Adalah pour les droits des Arabes en Israël ait soumis une demande à la cour suprême au nom des habitants d’Al-Araqib et de Wadi al-Bakar.
En juillet 2010, les inspecteurs de l’Israel Land Administration et  1300 policiers démolissent le village et arrachent 850 arbres, qui sont replantés ailleurs. CNN rapporte que des témoins lui ont affirmé que les centaines de policiers anti-émeute étaient accompagnés de bus entiers de civils pleins d’allégresse. Selon la police israélienne, il n’y a pas eu de problème. Des centaines d’oliviers ont été arrachés. Les Israéliens du camp de la paix ont affronté la police durant les démolitions.
Quelques Bédouins ont immédiatement commencé à reconstruire leurs maisons. Shlomo Tziser, fonctionnaire du Land Administration déclare à la presse que « les gens qui vivent ici ont des logements à Rahat et Kfar Kassem. Nous appliquons une décision pour l’évacuation de la zone qui est passée par toutes les instances légales. Maintenant nous devons les expulser et s’ils reviennent nous recommencerons ».
Le 4 août, le village partiellement reconstruit est à nouveau rasé. Six personnes sont arrêtées durant cette deuxième démolition. Le député bédouin à la Knesset, Taleb el-Sana, est expulsé de la zone par la police pour avoir voulu s’interposer.
Le village, à nouveau reconstruit par ses habitants, est détruit une troisième fois le 10 août, et une quatrième fois le 17. Le 17, la démolition a lieu à l’aube, alors que les habitants célébraient le Ramadan. Dans les mois qui suivent, les habitants continuent de revenir au village et de relancer des constructions.
Le 16 janvier 2011, la police israélienne détruit 11 constructions de fortune. Les opposants affrontent la police, qui répond avec des paintballs et des gaz lacrymogènes. Cinq manifestants sont blessés. Taleb el-Sana déclare aux médias israéliens que « l'État pousse ses citoyens bédouins au point où ils vont lancer une intifada, dont les conséquences seront redoutables ». Les habitants retournent sur l’emplacement du village immédiatement. Les jours suivants, la police les ré-expulse, affrontant les Bédouins et des manifestants israéliens de gauche. Un policier israélien est blessé par des pierres, et la police réplique avec des paintballs, blessant un manifestant. Cinq personnes sont arrêtées. Le 31 janvier, le village est à nouveau détruit. La police protège les travaux de plantation du fonds national juif (FNJ).
D’autres affrontements ont lieu le 10 février 2011, quand des habitants et des militants interrompent le travail des forestiers du FNJ. Six personnes sont blessées et dirigées vers le centre médical de Soroka, à Beersheba, et trois villageois sont arrêtés pour jet de pierre. Le 16 février, des villageois affrontent les ouvriers du FNJ et les policiers qui les protégeaient. Deux villageois sont légèrement blessés.
En septembre 2019, le village est démoli et les habitants expulsés pour la 162e fois. Le village est détruit 15 fois en 2022, et 11 fois en 2023.

## Tribunaux

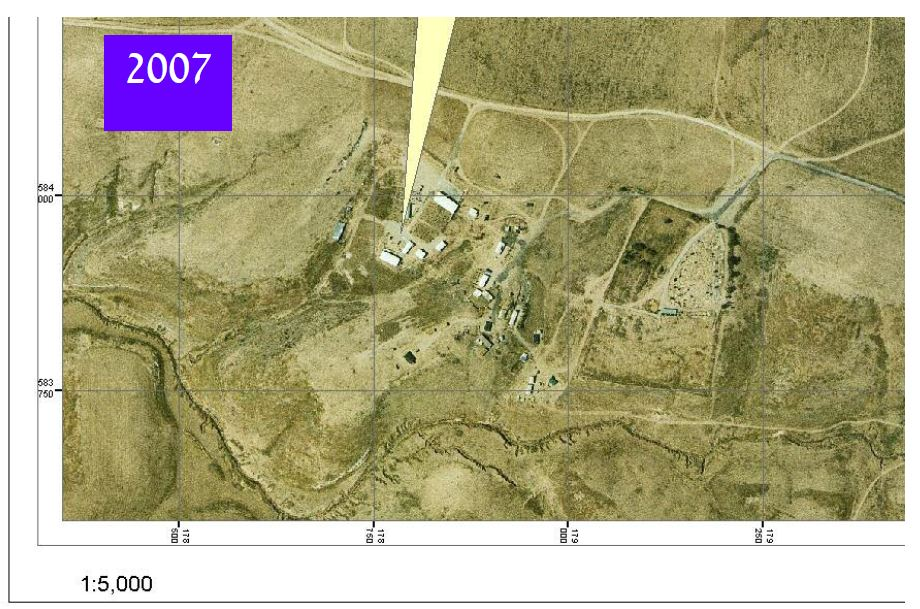
Vue aérienne d’Al-Araqib en 2007, photo soumise par l’État devant un tribunal.

Fin 2006, 17 Bédouins de la tribu al-Uqbi lancent six procédures soutenant qu’ils ont des droits de propriété sur les terres qu’ils occupent, dont Al-Araqib. Après cinq ans de procédure, la cour a entendu de nombreux experts et témoins des deux parties, consulté des documents historiques, et examiné les lois foncières de la période ottomane, de celle du mandat britannique et les lois israéliennes. Les meilleurs experts du pays en géographie historique et politique ont témoigné. Le professeur Oren Yiftachel de l’université Ben Gourion du Néguev témoignait pour les plaignants. Ruth Kark, experte reconnue de la géographie historique de Palestine et d’Israël de l’université hébraïque de Jérusalem, était citée comme témoin par l’État.
Les plaignants affirment que l’ordre d’expulsion de 1951 est fondé sur une considération erronée que les terres étaient classées Mawat (terres non-cultivées et non-contiguës aux terres occupées). Ils affirment qu’ils que ces terres étaient cultivées et leur appartenaient, et étaient classées Miri selon les termes ottomans. Dans un avis d’expert soumis à la cour, Oren Yiftachel affirme que ces zones tribales aux campements dispersés n’étaient pas alors enregistrées légalement, mais étaient considérées occupées et répondaient à la définition d’un village dans l’ordonnance foncière de 1921.
Selon l’expert de l’État, Ruth Kark, affirme qu’avant 1858 qu’il n’y avait pas d’installation fixe sur les terres disputées ou à proximité. Le premier établissement permanent fut Beersheba, que les Ottomans ont fondé en 1900, à 11 kilomètres d’Al-Araqib – réfutant l’affirmation des Bédouiins que ces terres ne pouvaient être Mawat parce qu’elles étaient cultivées et proches d’habitations. L’État présente une photographie aérienne qui montre que la zone n’était pas cultivé à l’époque du mandat britannique The bedouin presented aerial photographs from 1945 onwards which they said showed extensive cultivation.
Le verdict de la juge Sarah Dovrat est rendu au tribunal de district de Beersheba le 15 mars 2012. Basé sur les avis d’expert et les documents qui lui ont été soumis, le jugement est prononcé en faveur de l’État, et considère que « les terres n’étaient pas attribuées aux plaignant, ni détenues par eux aux conditions requises par la loi » et qu’"ils doivent encore prouver leurs droits à ces terres par des preuves de leur enregistrement au tabu" (Israel Lands Authority). Selon la juge, les Bédouins savaient qu’ils devaient enregistrer cette terre, mais ne l’ont pas fait. Selon elle, « L’État affirme que bien que les plaignants n’avaient pas de titre à recevoir une compensation, il a essayé de négocier avec eux. [...] c’est une honte que ces négociations n’aient pas abouti à un accord. » Elle condamne également les Bédouins aux frais de justice d’environ 50 000 shekels.
Dans son verdict, la cour critique l’expert des plaignants, affirmant que son avis manque d’une base factuelle suffisante et fiable. Elle considère aussi que la documentation fournie par les Bédouins eux-mêmes indique qu’ils étaient au courant du cadre légal pour enregistrer les terres au cadastre, mais qu’ils ont choisi de ne pas le faire. Et donc qu’il est légal et acceptable que l’État supprime les empiètements sur les terres d'État. Parmi ces lois figurent la loi sur la propriété des absents de 1950, qui transfère la propriété des Palestiniens ayant fui les combats de 1948 à un Israélien ; et la loi d'acquisition des terres de 1953, qui autorise le gouvernement à s’emparer des terres qui n’étaient pas en possession de leur propriétaire le 1er avril 1952, si des impératifs militaires ou économiques le justifient.
Malgré ce verdict, les habitants d’Al-Araqib ont continué de construire des structures sur place. Le 23 avril et le 23 mai 2012 Al-Araqib est à nouveau démolie. En avril 2013, c’est la 49e destruction. La 200e destruction a lieu le 20 avril 2022, la veille de Pessah
En 2014, Israël aurait émis des ordres d’expulsion à l’encontre de personnes mortes.
Les autorités israéliennes demandent plus d'un million de shekels aux habitants pour couvrir le coût des démolitions.

## Soutiens

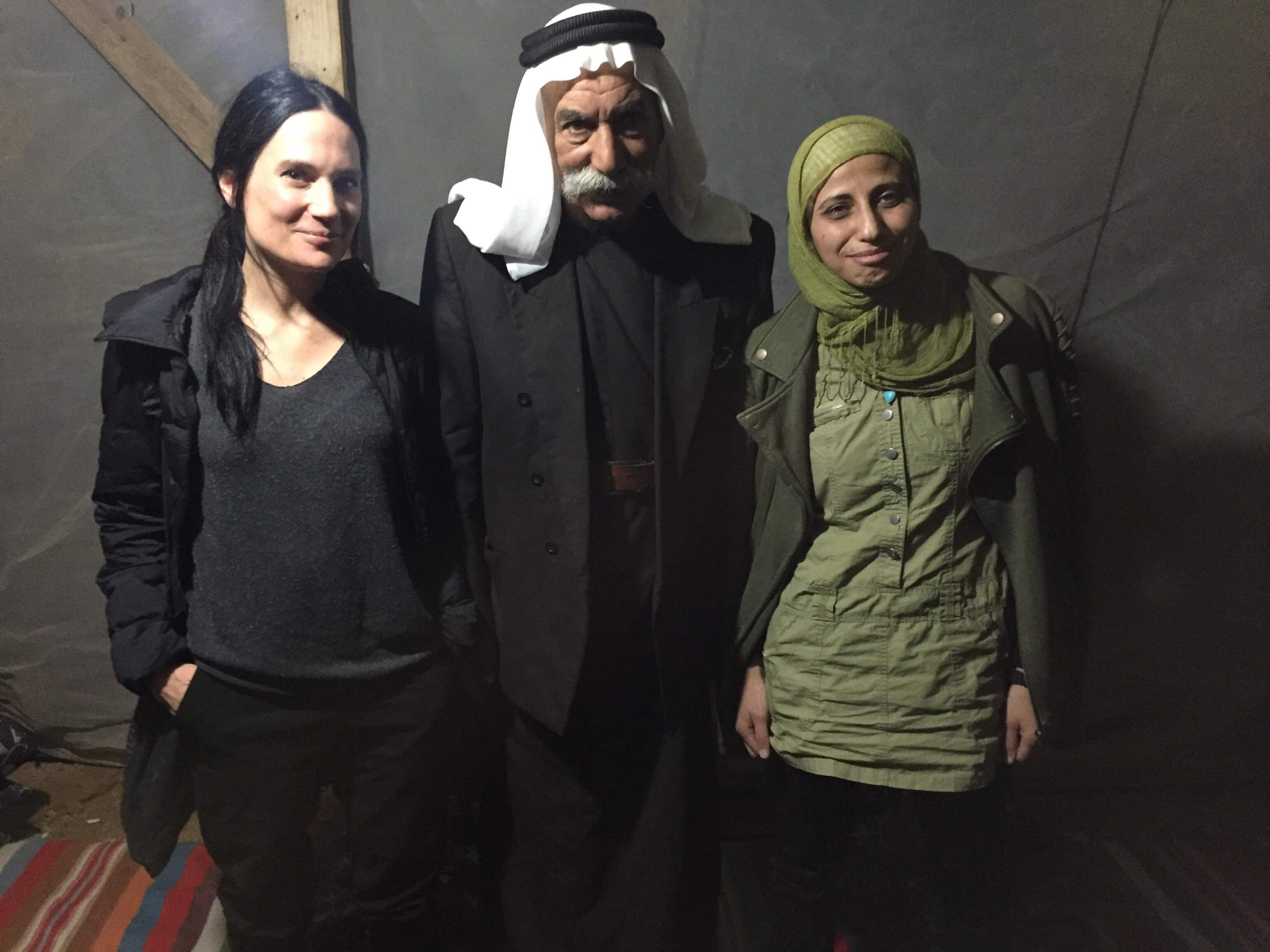
L’actrice Einat Weizman (à gauche) et la poétesse (à droite) en soutien à la lutte des Bédouins d’Al-Araqib.

L’actrice, autrice et metteuse en scène de théâtre Einat Weizman soutient la lutte des Bédouins d’Al-Araqib. Elle en a fait le sujet d’une de ses pièces, House 113.